# Caribbean Network of Rural Women Producers
Het Caribbean Network of Rural Women Producers (CANROP; CANR♀P) is een koepelorganisatie van nationale afdelingen van vrouwelijke ondernemers op het platteland. Het doel van het CANROP is om vrouwen technische, administratieve en ondernemersvaardigheden bij te brengen waardoor zij hun sociaaleconomische omstandigheden op het platteland kunnen verbeteren.
Het CANROP is een niet-gouvernementele organisatie en werd formeel opgericht in 1999. Op dat moment bond het verschillende Caribische organisaties aan zich die al bestonden. In Suriname is de Suriname Network of Rural Women Producers (SUNRWP) aangesloten. In 2017 was deze lokale organisatie tot stilstand gekomen en werd het initiatief genomen om deze afdeling nieuw leven in te blazen.